# Амано, Юри
Юри Амано (яп. 天野 由梨 Амано Юри) — японская сэйю. Настоящее имя — Томоко Ёсикава (яп. 吉川 智子 Ёсикава Томоко). Родилась 5 января 1966 года в районе Фусими префектуры Киото, выросла в префектуре Аити. Работает на агентство Art Vision.
Самые известные её работы — Кэйко Юкимура в аниме YuYu Hakusho, Ифурита в ОВА «Эль-Хазард», Рэйн Микамура в аниме-сериале Mobile Fighter G Gundam.

## Биография
Карьера Амано началась в 1985 году с роли ученицы в аниме Showa Ahozoshi Akanuke Ichiban! (яп. 昭和アホ草紙あかぬけ一番! Сё:ва аходзо:си аканукэ итибан).
В 2000 году на время прекратила работу, но в августе 2003 года вернулась и добавила к своему «послужному списку» такие аниме, как Legends и «Детектив Конан».
Большинство озвученных Амано персонажей — серьёзные, строгие девушки, но среди них есть несколько мальчиков. Кроме того, в последние годы, возможно, в связи с возрастными изменениями голоса, она озвучивала взрослых женщин.

## Фильмография

### Аниме
- Showa Ahozoshi Akanuke Ichiban! (1985), ученица C
- Machine Robo: The Running Battlehackers (1987), Патриция Лонгфеллоу
- Soreike! Anpanman (1988), Акатян-ман
- Hai Akko Desu (1988), Ёсико
- Aoi Blink (1989)
- Wrestler Gundan Seisenshi Robin Jr. (1989), Огненная королева Кирэйко
- Watashi no Ashinaga Ojisan (1990), Джулия
- Future GPX Cyber Formula (1991), Кёко Аой
- O-bake no... Holly (1991), Мукумуку
- Watashi to Watashi: Futari no Lotte (1991), Нина
- Kikou Keisatsu Metal Jack (1991), Ёсидзава Эрико
- Crayon Shin-chan (1992), Хитоси
- YuYu Hakusho (1992), Кэйко Юкимура, Пуу
- Ashita he Free Kick (1992), Мидзухо Аритака
- Space Oz no Bouken (1992), Принцесса Сэра
- Tekkaman Blade (1992), София
- Sailor Moon R (1993), Бертье
- Yuusha Tokkyuu Might Gaine (1993), Идзуми Мацубара, Тэцуя Ёсинага
- Nekketsu Saikyo Gozaurer (1993), Синобу Асаока
- The Irresponsible Captain Tylor (1993), Юрико Стар
- «Здесь слышен океан» (1993), Акико Симидзу
- Sailor Moon S (1994), актриса (серия 112)
- Magic Knight Rayearth (1994), Алкион
- Mahoujin Guru Guru (1994), Дзюдзю
- Ai to Yuki no Pig Girl Tonde Boorin (1994), Котоко (серии 35, 39)
- Huckleberry Finn Monogatari (1994), Мисс Ватсон
- Mobile Fighter G Gundam (1994), Рейн Микамура
- Shirayuki Hime no Densetsu (1994), 'Белоснежка
- Magic Knight Rayearth 2 (1995), Алкион
- Sailor Moon SuperS (1995), Церера, Кирико (серия 145), Пуко (серия 132)
- El Hazard: The Wanderers (1995), Ифурита
- Zenki (1995), Карума, Лулупапа
- Tenchi Universe (1995), Киёнэ Макиби
- Nurse Angel Ririka SOS (1995), Мадока Мория, Хелена
- Wedding Peach (1995), Мимико (серия 3), Рэйко (серия 27)
- Ninku (1995), Риритосара Нинку
- Merhen Okoku (1995), Белоснежка
- Kyouryuu Boukenki Jura Tripper (1995), Тигр
- Magical Project S (1996), Киёнэ Амаюри
- Saber Marionette J (1996), Лорелея, Майкл (серии 10-11)
- The Vision of Escaflowne (1996), Нариа, Елизе
- Detective Conan (1996), Окино Ёко (серии 3, 21)
- After War Gundam X (1996), Онимин (серия15)
- Kodocha (1996), Юко
- City Hunter: The Secret Service (1996 special), Анна
- GeGeGe no Kitaro (1996)
- Chūka Ichiban! (1997), мать Фэй
- Flame of Recca (1997), Катасиро Рэйран
- Tenchi in Tokyo (1997), Киёнэ Макими
- In The Beginning: The Bible Stories (1997), Мэри
- Burn Up Excess (1997), Нанбел
- Hyper Police (1997), Поэ (серии 9, 16), Сиро
- Vampire Princess Miyu (1997), Протон (серия 11)
- Those Who Hunt Elves 2 (1997), Пулана (серия 8)
- Sekushi Commando Gaiden: Sugoiyo! Masaru-san (1998), Доктор Марико
- «Триган» (1998), Элизабер (серия 6)
- El Hazard: The Alternative World (1998), Ифурита
- Urayasu Tekkin Kazoku (1998), Дзюнко ОосавагиJunko
- Saber Marionette J to X (1998), Лорелей
- St. Luminous Mission High School (1998), Мацусима Наоко
- Nuku Nuku (1998), Момоко Исияма
- Yu-Gi-Oh! (1998), Медсестра Миюки (серия 16)
- Prince Mackaroo (1998), Отомэ-сэнсэй
- Shadow Skill: Eigi (1998), Рирубелт
- Koume-chan Ga Iku! (1999), Кими-тян
- Corrector Yui (1999), Сакура Касуга
- Pilot Candidate (2000), Тила Зайн Элмес, Цукаса Кустя
- InuYasha (2000), Цукуёми
- Pokemon Advance (2002), Ёко (серия 53)
- R.O.D -The TV- (2003), Харуми Мисима (серия 9)
- Mermaid Forest (2003), Наэ
- Legendz: Yomigaeru Ryuuou Densetsu (2004), ББ Ёко
- Tactics (2004), Тикагэ (серия 15), мать Дзина (серия 3)
- The Melody of Oblivion (2004), Кэйко Хамасаки (серии 3-5)
- Tenjho Tenge (2004), Макико Наги
- Uta Kata (2004), Мицуки Сирасака (серия 8)
- The Marshmallow Times (2004), Мать Сэнди
- Tsukuyomi: Moon Phase (2004), Сейне
- Harukanaru Toki no Naka de Hachiyo Sho (2004), мать Такамити (серия 20)
- Hell Girl (2005), мать Ай (серия 25)
- Gun Sword (2005), Хайета (серия 9)
- Trinity Blood (2005), Мирка Фортуна
- «Знаток муси» (2005), Саё (серия 16)
- Okusama wa Maho Shojo (2005), Юки Танисима
- Fairy Musketeers (2006), мать Кейна
- D.Gray-man (2006), Креа (серия 1)
- Hime-sama Goyojin (2006), Эбинэ Цубаки
- School Rumble: 2nd Semester (2006), мать Эри (серия 17)
- Code Geass: Lelouch of the Rebellion (2006), мать Каллен (серия 9)
- Kodomo no Jikan (2007), Аки Коконоэ (серия 6)
- Suteki Tantei Labyrinth (2007), Инахо Идзуми (серии 13, 19-20, 23, 25)
- Nabari no Ou (2008), Итики
- Strike Witches (2008), Мияфудзи
- Shin Koihime†Musō (2009), мать Рюби
- Fullmetal Alchemist: Brotherhood (2009), Сара Рокбелл

### ОВА
- Vampire Princess Miyu (1988), Карлуа
- Legend of the Galactic Heroes (1988), Шарлотта Филлис Казельну
- Lightning Trap: Leina & Laika (1990), Нами Кодзима
- Iczer Reborn (1990), Сидзука Каваий
- Condition Green (1991), Энджи Пейдж
- Gall Force: New Era (1991), Гарнет
- Okama Hakusho (1991), Катерина
- Otaku no Video (1991), Юри Сато
- Ushio & Tora (1992), Асако Накамура
- Eien no Filena (1992), Элтена
- Future GPX Cyber Formula 11 (1992), Кёко Аой
- Video Girl Ai (1992), Моэми Хаякава
- Sequence (1992), Морио Мэнуми
- Black Lion (1992), Ою
- Ushio & Tora: Comically Deformed Theater (1993), Асако Накамура
- Desert Rose (1993), Коринн
- Moldiver (1993), Дженнифер
- Bakuen Campus Guardress (1993), Мурасаки
- Singles (1993), Норико Сакисака
- Aru Kararu no Isan (1993), Ресс
- Casshan: Robot Hunter (1993), Сагрия
- Idol Defense Force Hummingbird (1993), Яёи Торэиси
- Blue Butterfly Fish (1994), Аюру
- Iczelion (1994), Каваий Каваий
- Tenchi Muyo! Mihoshi Special (1994), Киёнэ Макиби
- Future GPX Cyber Formula Zero (1994), Кёко Аой
- Sins of the Sisters (1994), Ёко Миути
- The Irresponsible Captain Tylor (1994), Юрико
- Twin Signal (1995), Крис
- El Hazard: The Magnificent World (1995), Ифурита
- Magical Girl Pretty Sammy (1995), Киёнэ Амаюри
- Galaxy Fraulein Yuna (1995), Лика
- Sailor Victory (1995), Маргарита
- Shadow Skill (1995), Рирубелт
- Landlock (1996), Анса
- Future GPX Cyber Formula Saga (1996), Кёко Аой, Сацуки Нанасэ
- Burn Up W (1996), Нанвел
- Galaxy Fraulein Yuna Returns (1996), Райка
- Rayearth (1997), Алкион
- Knights of Ramune (1997), мать Какао
- Saber Marionette J Again (1997), Лорелей
- Fushigi Yuugi (1997), Мииру Камисиро
- Photon: The Idiot Adventures (1997), Расяра
- Bondage Queen Kate (1994), Кейт
- Future GPX Cyber Formula Sin (1998), Кёко Аой
- All Purpose Cultural Cat Girl Nuku Nuku DASH! (1998), Момоко Исияма
- Gravitation: Lyrics of Love (1999), Норико Укаи
- Street Fighter Alpha: Generations (2005), Фука, Саяка
- Tenjho Tenge: Ultimate Fight (2005), Макико Наги

### Полнометражные аниме
- Soreike! Anpanman: Baikinman no Gyakushuu (1990)
- Mobile Suit Gundam F91 (1991)
- Tobé! Kujira no Peek (1991)
- Yu Yu Hakusho The Movie: Poltergeist Report (1994)
- Doraemon: Nobita's Galactic Express (1996)
- Tenchi the Movie: Tenchi Muyo in Love (1996)
- Mahou Gakuen Lunar! Aoi Ryu no Himitsu (1997)
- Tenchi the Movie 2: The Daughter of Darkness (1997)
- Tenchi Forever! The Movie (1999)

### Игры
- Street Fighter III — Ибуки